# 漳州市薌劇團
漳州市薌劇團，直屬福建省漳州市人民政府文化局的公營薌劇（歌仔戲）劇團。
劇團現有鄭秀琴（一级演员）、吳茲明（一级导演）、陳彬（一级作曲）等多位獲評正高級藝術系列職稱的創作和演出人員。鄭秀琴是史上第一位獲評一级演员職稱的歌仔戲演員，同時是到現在為止惟一的一位。
鄭秀琴、吳茲明列進了中華人民共和國文化部第2批國家級非物質文化遺產項目代表性傳承人名錄（歌仔戲項目有4人，另2位是廈門的紀招治和陳志明）。

## 历史
最早可上推到1951年，由台灣歌仔戲劇團霓光班和漳州改良戲（邵江海、林文祥等人在台灣歌仔戲基礎上發展出來的）劇團新春班共同組建的漳州實驗（薌）劇團。
1960年，以龙溪地区芗剧团名稱參加「重點劇團全國巡迴演出」，作為中華人民共和國文化部的重點劇團，到汕頭、韶關、廣州、長沙、武漢、南京、蘇州、無錫、上海、杭州等地巡迴公演。
1992年，劇團改編自台灣洪醒夫原著小說《散戲》現代戲《戲魂》得到文化部第2屆文華獎的「文華新劇目獎」，成為史上第一部得到文華獎的薌劇（歌仔戲）。楊聯源和方朝暉以《戲魂》劇本得到第2屆文華獎「文華劇作獎」。鄭秀琴以飾演《戲魂》中“章月嬌”一角得到第2屆文華獎「文華表演獎」，是史上第一位得到文華表演獎的薌劇（歌仔戲）演員和歌仔戲旦行演員。
劇團曾多次應邀到新加坡、台灣巡迴公演，1995年首度應邀到台灣巡迴公演，並在台錄製多張歌仔戲音樂光盤。2008年，劇團再次到台灣，在台南市等地公演了《李三娘》、《雪梅教子》、《沈園驚夢》。

## 領導
- 黨支部書記吳茲明
- 團長李易文（1997年起）

## 主要公演劇目

### 古冊戲
- 《三家福》
- 《水仙花》
- 《盧夢仙》（邵江海編劇，又名《李妙惠》）
- 《黃道周》
- 《逐荷志》
- 《加令記》
- 《四進士》
- 《梁山伯祝英台》
- 《李三娘》（《白兔記》）
- 《雪梅教子》
- 《薛丁山樊梨花》
- 《呂蒙正》（《彩樓記》）
- 《什細記》（《李連生》）
- 《西施與伍員》

### 現代戲
- 《漁島民兵》
- 《台民淚》
- 《碧水贊》
- 《台灣阿舅》
- 《戲魂》（洪醒夫小說原著）